# Windmühle Niederwiltz

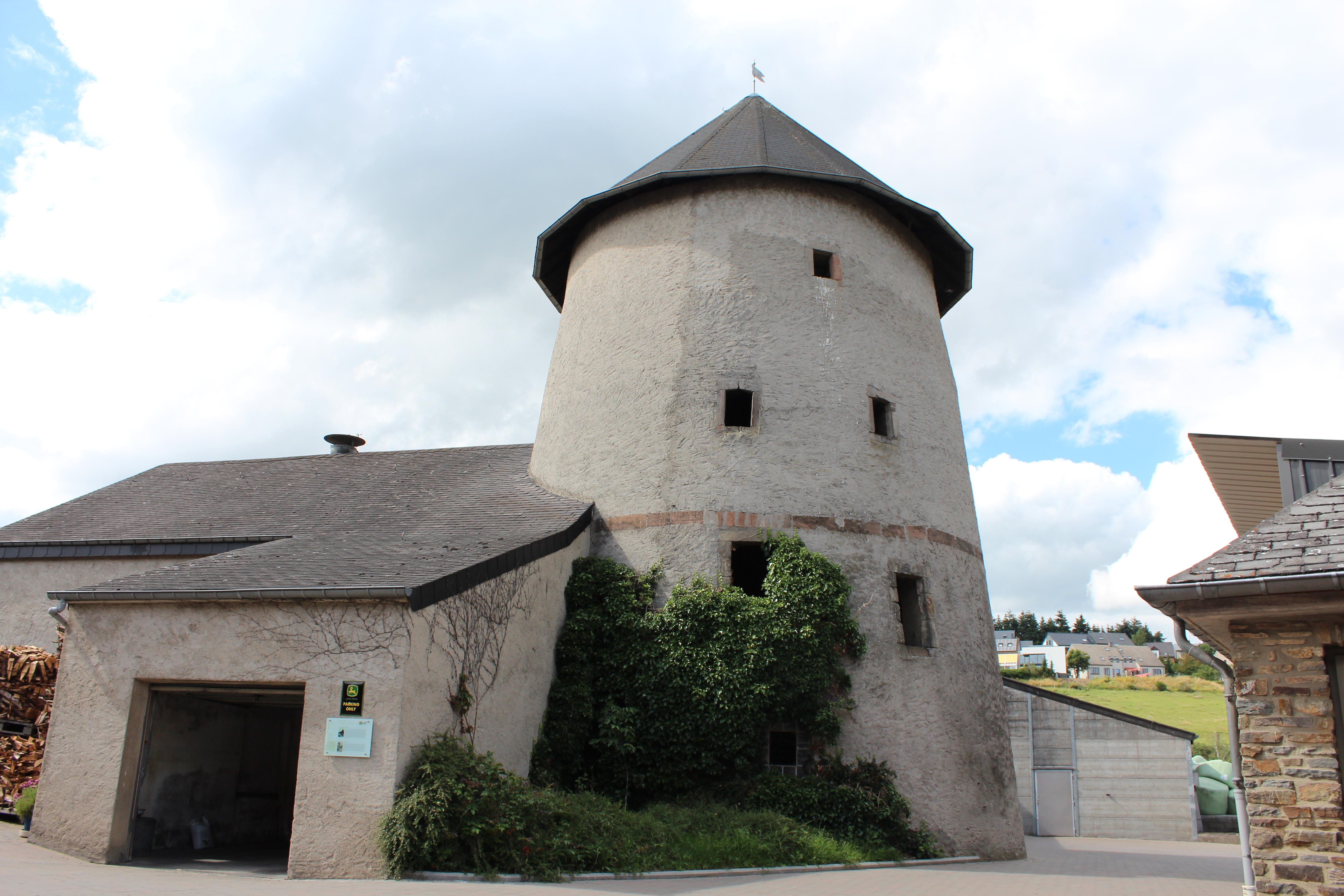
Windmühle Niederwiltz

Die Windmühle Niederwiltz  ist eine frühere Windmühle, die in Niederwiltz im Lieu-dit Bei der Wandmillen steht.

## Geschichte
Am 16. Juni 1766 erhielten die Wilzer Gerber Nicolas Hobscheid und Michel Servais vom Grafen Théodore François de Paule de Custine de Wiltz die Genehmigung, in Niederwiltz eine Windmühle für ihre Gerberei zu errichten. Dabei wurde die Lauge gemahlen, um die Haut mit dem darin enthaltenen Gerbstoff zu Leder zu verarbeiten. Damals gab es 11 Lohmühlen entlang des Baches Wiltz und drei in der Stadt Wiltz. Dies ist die einzige, die erhalten geblieben ist.
1824 wurde die Mühle verkauft. Danach stand sie im Grundbuch als Wollspinnerei bzw. als landwirtschaftliches Gebäude eingetragen. Im Jahr 1874 schlug ein Blitz in das Gebäude ein und es brannte fast vollständig nieder.
Das Gebäude wurde 1959 und 1988 restauriert, jedoch ohne Flügel. Fenstersteine wurden eingesetzt und Löcher in der Wand geschlossen. Der Rundbau erhielt ein zwölfeckiges Dach in Form einer Pyramide.
Heute befindet sich das Gebäude in Privatbesitz und wird als Scheune bzw. Garage genutzt.
Am 11. Juni 2007 wurde es in die Liste des Ergänzungsinventars der klassifizierten Kulturdenkmale aufgenommen.

## Beschreibung
Das Gebäude besteht aus einem Natursteinmauerwerk und hat einen Durchmesser von 10,50 m. Es handelte sich um eine Turmwindmühle holländischen Typs mit 4 Flügeln, die etwa 12 m lang waren und die auf einer dreifachen Achse im Pfahl saßen, die je nach Wind gedreht werden konnte.